# Otothyris
Otothyris – rodzaj słodkowodnych ryb sumokształtnych z rodziny zbrojnikowatych (Loricariidae), typ nomenklatoryczny podrodziny Otothyrinae.

## Klasyfikacja
Gatunki zaliczane do tego rodzaju:
- Otothyris juquiae
- Otothyris lophophanes
- Otothyris rostrata
- Otothyris travassosi

Gatunkiem typowym jest Otothyris canaliferus, obecnie klasyfikowany jako Otothyris lophophanes.